# Вулиця Юрія Кондратюка (Кременчук)
Ву́лиця Юрія Кондратюка (колишня Макаренка, Ревенка) — вулиця в Автозаводському районі Кременчука, місцевість Ревівка. Пролягає від вулиці Пугачова до Кооперативної вулиці.
Вулицю Юрія Кондратюка перетинає вулиця Гійома Боплана, прилягають провулки Кооперативний, Липневий, Макаренка, Західний, Бакинський, Бар'єрний, Квітковий, Луговий, Вітчизняна вулиця, Луговий проїзд.